# Tours

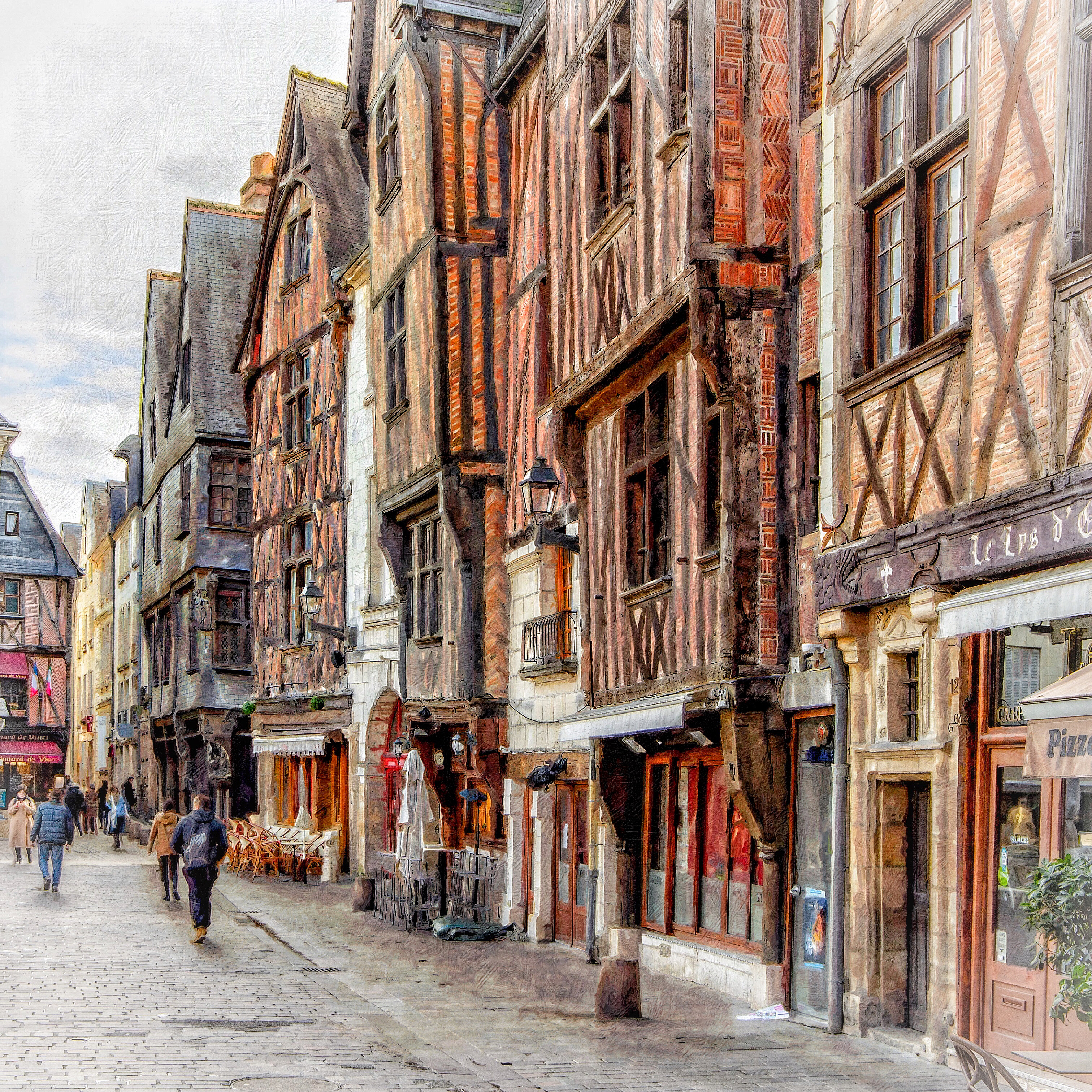
Place Plumereau, în vechiul centru al orașului.

Tours este un oraș în Franța, prefectura departamentului Indre-et-Loire, în regiunea Centru. Partea veche a orașului se află între râurile Loara și Cher. Orașul este înfrățit cu orașul Brașov din România.
Populația actuală este de 136.500 de locuitori numiți Tourangeaux și Tourangelles.

#### Orase infratite
- Brașov, Romania

## Istorie
Începând cu epoca Galiilor, Tours este cunoscut ca punct de trecere a Loarei. Orașul se chema pe atunci Civitas Turonorum, după numele de Turones la care răspundeau Galii așezați acolo.
În 371, Martin de Tours devine episcop al orașului. Tours va fi de-a lungul Evului Mediu o importantă destinație de pelerinaj creștin și o etapă spre Santiago de Compostela.
Aici a avut loc în 732 celebra bătălie de la Tours.

## Demografie
| 1793   | 1800   | 1806   | 1821   | 1831   | 1836   | 1841   | 1846   | 1851   |
| ------ | ------ | ------ | ------ | ------ | ------ | ------ | ------ | ------ |
| 21 000 | 20 240 | 21 703 | 21 928 | 23 235 | 26 669 | 30 072 | 30 766 | 33 350 |

| 1856   | 1861   | 1866   | 1872   | 1876   | 1881   | 1886   | 1891   | 1896   |
| ------ | ------ | ------ | ------ | ------ | ------ | ------ | ------ | ------ |
| 38 055 | 41 061 | 42 250 | 43 368 | 48 235 | 52 209 | 59 585 | 60 335 | 63 237 |

| 1901   | 1906   | 1911   | 1921   | 1926   | 1931   | 1936   | 1946   | 1954   |
| ------ | ------ | ------ | ------ | ------ | ------ | ------ | ------ | ------ |
| 64 695 | 67 601 | 73 398 | 75 096 | 77 192 | 78 535 | 83 095 | 80 084 | 93 503 |

| 1962                                                          | 1968    | 1975    | 1982    | 1990    | 1999    | 2006    | - | - |
| ------------------------------------------------------------- | ------- | ------- | ------- | ------- | ------- | ------- | - | - |
| 107 544                                                       | 128 120 | 140 686 | 132 209 | 129 509 | 132 820 | 136 942 | - | - |
| Număr reținut începănd cu 1962: Populaţia fără numărări duble |         |         |         |         |         |         |   |   |

## Personalități născute aici
- Marguerite Bahuche (? - 1632), pictoriță;
- Louise de la Vallière (1644 - 1710), metresă a lui Ludovic al XIV-lea;
- Honoré de Balzac (1799 - 1850), scriitor;
- Victor Laloux (1850 - 1937), arhitect;
- Élisabeth Sonrel (1874 - 1953), pictoriță;
- Dora Maar (1907 - 1997), pictoriță;
- Stéphane Audeguy (n. 1964), scriitor;
- Abdou Diallo (n. 1996), fotbalist.